# Campeonato da Europa de Atletismo de 2016 - Salto em distância feminino
A prova do salto em distância feminino do Campeonato da Europa de Atletismo de 2016 foi disputada entre os dias 6 e 8 de julho de 2016 no Estádio Olímpico de Amsterdã em Amesterdão,  nos Países Baixos. 

## Recordes
Antes desta competição, os recordes mundiais e do campeonato nesta prova eram os seguintes:
|                       | Nome               | Nacionalidade     | Distância | Local           | Data                 |
| --------------------- | ------------------ | ----------------- | --------- | --------------- | -------------------- |
| Recorde mundial       | Galina Chistyakova | União Soviética   | 7m 52cm   | São Petersburgo | 11 de junho de 1988  |
| Recorde do campeonato | Heike Drechsler    | Alemanha Oriental | 7m 30cm   | Split           | 28 de agosto de 1990 |
| Recorde europeu       | Galina Chistyakova | União Soviética   | 7m 52cm   | São Petersburgo | 11 de junho de 1988  |

## Medalhistas
| Ouro                 | Prata                | Bronze                |
| Ivana Španović (SRB) | Jazmin Sawyers (GBR) | Malaika Mihambo (GER) |

## Cronograma
Todos os horários são locais (UTC+2).
| Data       | Hora  | Evento       |
| ---------- | ----- | ------------ |
| 6 de julho | 18:40 | Qualificação |
| 8 de julho | 19:20 | Final        |

## Resultados

### Qualificação
Qualificação: Desempenho de 6.60 m (Q) ou os 12 melhores qualificados (q).
| Posição | Grupo | Atleta                | Nacionalidade | #1   | #2   | #3   | Resultados | Notas |
| ------- | ----- | --------------------- | ------------- | ---- | ---- | ---- | ---------- | ----- |
| 1       | A     | Ivana Španović        | Sérvia        | 6.90 |      |      | 6.90       | Q     |
| 2       | A     | Malaika Mihambo       | Alemanha      | 6.29 | 6.55 | 6.76 | 6.76       | Q,    |
| 3       | A     | Ksenija Balta         | Estónia       | 6.32 | x    | 6.64 | 6.64       | Q,    |
| 4       | B     | Karin Melis Mey       | Turquia       | x    | 6.46 | 6.55 | 6.55       | q     |
| 5       | A     | Alexandra Wester      | Alemanha      | 6.53 | 6.39 | 6.06 | 6.53       | q     |
| 6       | B     | Maryna Bekh           | Ucrânia       | 6.31 | 6.35 | 6.50 | 6.50       | q     |
| 7       | A     | Jazmin Sawyers        | Grã-Bretanha  | x    | 6.48 | 6.49 | 6.49       | q     |
| 8       | B     | Nadia Akpana Assa     | Noruega       | 5.90 | 6.24 | 6.48 | 6.48       | q     |
| 9       | A     | Jana Veldáková        | Eslováquia    | x    | 6.45 | 6.47 | 6.47       | q     |
| 10      | B     | Khaddi Sagnia         | Suécia        | 5.03 | x    | 6.47 | 6.47       | q     |
| 11      | B     | Nadja Käther          | Alemanha      | 6.44 | 6.46 | 6.36 | 6.46       | q     |
| 12      | A     | Anna Kornuta          | Ucrânia       | x    | 6.46 | 6.41 | 6.46       | q     |
| 13      | B     | María del Mar Jover   | Espanha       | x    | 6.43 | 6.34 | 6.43       |       |
| 14      | B     | Haido Alexouli        | Grécia        | 6.23 | 6.43 | x    | 6.43       |       |
| 15      | B     | Hafdís Sigurdardóttir | Islândia      | 6.11 | 6.35 | 6.21 | 6.35       |       |
| 16      | A     | Juliet Itoya          | Espanha       | 6.16 | 6.35 | 6.09 | 6.35       |       |
| 17      | A     | Nektaria Panagi       | Chipre        | x    | 6.24 | 6.33 | 6.33       |       |
| 18      | B     | Lorraine Ugen         | Grã-Bretanha  | 6.33 | x    | 6.19 | 6.33       |       |
| 19      | A     | Erica Jarder          | Suécia        | x    | 6.33 | x    | 6.33       |       |
| 19      | B     | Malin Marmbrandt      | Suécia        | x    | 6.33 | x    | 6.33       |       |
| 21      | A     | Neja Filipič          | Eslovênia     | 6.24 | 6.01 | 6.21 | 6.24       |       |
| 22      | B     | Anna Lunyova          | Ucrânia       | 5.72 | 6.20 | 6.09 | 6.20       |       |
| 23      | B     | Jogaile Petrokaite    | Lituânia      | x    | 6.17 | x    | 6.17       |       |
| 24      | A     | Efthimia Kolokitha    | Grécia        | x    | 5.91 | 5.88 | 5.91       |       |
| 25      | A     | Aiga Grabuste         | Letônia       | x    | r    |      | NM         |       |
| 26      | B     | Shara Proctor         | Grã-Bretanha  |      |      |      | DNS        |       |

### Final

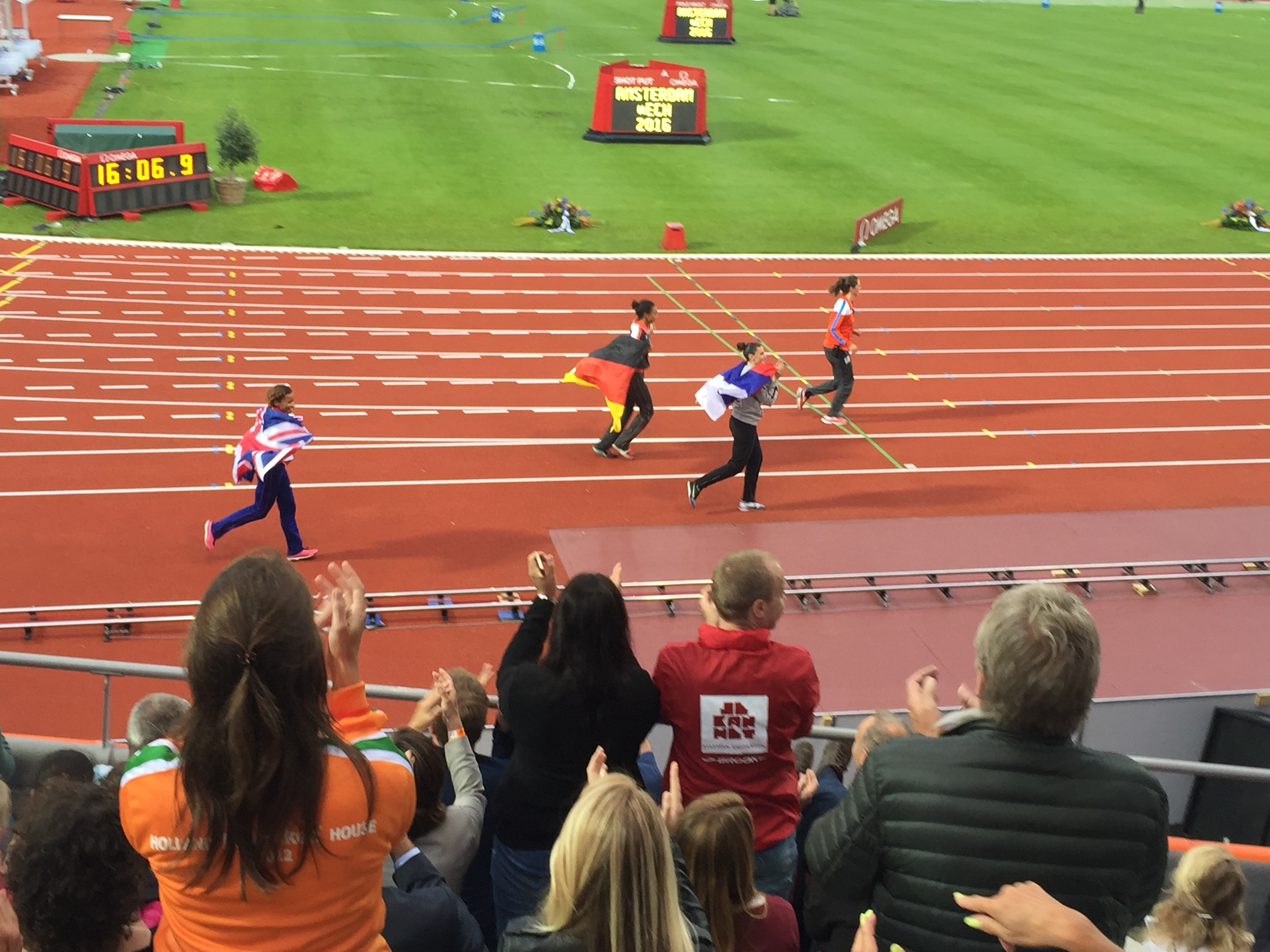
As medalhistas

| Posição           | Atleta            | Nacionalidade | #1   | #2   | #3   | #4   | #5   | #6   | Resultados | Notas                |
| ----------------- | ----------------- | ------------- | ---- | ---- | ---- | ---- | ---- | ---- | ---------- | -------------------- |
| Medalha de ouro   | Ivana Španović    | Sérvia        | x    | 6.94 | 6.81 | 6.71 | 6.72 | x    | 6.94       |                      |
| Medalha de prata  | Jazmin Sawyers    | Grã-Bretanha  | 6.25 | 6.63 | 6.86 | 6.78 | 5.13 | x    | 6.86       |                      |
| Medalha de bronze | Malaika Mihambo   | Alemanha      | 6.50 | 6.23 | 6.63 | 6.65 | 6.54 | x    | 6.65       |                      |
| 4                 | Ksenija Balta     | Estónia       | 6.65 | 6.61 | 6.57 | 6.44 | 6.48 | 6.60 | 6.65       | Recorde da temporada |
| 5                 | Karin Melis Mey   | Turquia       | 6.62 | 6.48 | 6.29 | 6.55 | 6.42 | 6.49 | 6.62       |                      |
| 6                 | Khaddi Sagnia     | Suécia        | x    | 6.59 | x    | 6.37 | x    | 6.41 | 6.59       |                      |
| 7                 | Alexandra Wester  | Alemanha      | 6.51 | 6.26 | 6.50 | 6.14 | 6.21 | r    | 6.51       |                      |
| 8                 | Nadia Akpana Assa | Noruega       | 6.32 | 6.51 | 6.45 | 6.40 | 6.12 | 6.13 | 6.51       |                      |
| 9                 | Nadja Käther      | Alemanha      | 6.45 | x    | 6.48 |      |      |      | 6.48       |                      |
| 10                | Jana Veldáková    | Eslováquia    | 6.27 | 6.47 | x    |      |      |      | 6.47       |                      |
| 11                | Anna Kornuta      | Ucrânia       | 6.42 | x    | x    |      |      |      | 6.42       |                      |
| 12                | Maryna Bekh       | Ucrânia       | x    | x    | 6.29 |      |      |      | 6.29       |                      |

Legenda
| Recorde mundial       | Recorde mundial (World record)               |                       | Recorde africano                      | Recorde africano (African) |                                           | Q | Classificado por posição (Qualified) |
| Recorde do campeonato | Recorde do campeonato (Championship record)  | Recorde da América    | Recorde da América (Americas)         | q                          | Classificado por melhor tempo (Qualified) |   |                                      |
| Melhor marca do ano   | Melhor marca do ano (World leading)          | Recorde asiático      | Recorde asiático (Asian)              | DNS                        | Não largou (Did not start)                |   |                                      |
| Recorde nacional      | Recorde nacional (National record)           | Recorde europeu       | Recorde europeu (European)            | DNF                        | Não terminou (Did not finish)             |   |                                      |
| Recorde pessoal       | Recorde pessoal do atleta (Personal best)    | Recorde da Oceania    | Recorde da Oceania (Oceania)          | DSQ / DQ                   | Desclassificado (Disqualified)            |   |                                      |
| Recorde da temporada  | Recorde da temporada do atleta (Season best) | Recorde sul-americano | Recorde sul-americano (South America) | NM                         | Sem marca (No mark)                       |   |                                      |